# 2544 Gubarev
2544 Gubarev eller 1980 PS är en asteroid i huvudbältet som upptäcktes den 6 augusti 1980 av den tjeckiske astronomen Zdeňka Vávrová vid Kleť-observatoriet. Den är uppkallad efter den sovjetiska kosmonauten Alexej Gubarev.
Asteroiden har en diameter på ungefär nio kilometer.